# Centropyge colini
Espèce
Statut de conservation UICN

 LC  : Préoccupation mineure
Le poisson-ange nain à dos bleu (Centropyge colini) est une espèce rare, endémique de l'archipel des îles Cocos, évoluant à une profondeur comprise entre 20 et 100 mètres.
Malgré sa répartition restreinte, cette espèce aurait été aperçue dans certaines régions d'Indonésie.
Sa robe est jaune citron, son dos et sa nageoire dorsale sont bleus-pourpres, et son œil est entouré d'un mince liseré violet.